# Pavel Sučilin
Pavel Andreevič Sučilin (in russo Павел Андреевич Сучилин?; 18 ottobre 1985) è un giocatore di calcio a 5 russo.

## Carriera
Sučilin ha disputato, con la nazionale russa, la Coppa del Mondo 2012 conclusa dagli orsi ai quarti di finale. A livello di club ha giocato per otto anni nel Noril'skij Nikel', con cui ha vinto una Coppa di Russia, e per un lustro con la Dinamo Mosca, con cui ha conquistato tre campionati e altrettante coppe nazionali.

## Palmarès

### Competizioni nazionali
- Campionato russo: 3
Dinamo Mosca: 2012-13, 2015-16, 2016-17
- Coppa della Russia: 4
Dinamo Mosca: 2012-13, 2013-14, 2014-15
Noril'skij Nikel': 2019-20

### Competizioni internazionali
- Coppa Intercontinentale: 1
Dinamo Mosca: 2013